# Inga Schmidt-Syaßen
Inga Schmidt-Syaßen (* 1942 in Berlin) ist eine deutsche Juristin und ehemalige Richterin.

## Beruflicher Werdegang
Nach dem Studium der Rechtswissenschaften promovierte Inga Schmidt-Syaßen mit einem Thema zur Wechselwirkung von Wirtschaftsrecht und Bürgerlichem Recht (siehe #Monografien) und begann 1972 ihre richterliche Laufbahn am Landgericht Bonn. 1978 wechselte sie als Richterin zum Landgericht Hamburg und war dort bis 1987 in verschiedenen Zivilkammern tätig. 1987 wurde sie Vorsitzende Richterin am Landgericht und leitete ab 1992 als Vorsitzende Richterin eine Kammer für Handelssachen. Ab 1995 hatte sie den Vorsitz des Seerechtssenats des Hanseatischen Oberlandesgerichtes. Im Zentrum ihrer Arbeit stand die Rechtsprechung zu Fragen des Handels-, Schifffahrts- und Transportrechts und Rechtsfragen des allgemeinen Zivilrechts. Ab 1997 war sie zudem Richterin am Hamburgischen Verfassungsgericht.
Im Mai 2007 ging sie in den Ruhestand.

## Auszeichnungen und Ehrungen
- 2005 Emil-von-Sauer-Preis: Verliehen vom Hamburgischen Anwaltverein seit 1973 an herausragende juristische Persönlichkeiten; Schmidt-Syaßen wurde als erste Richterin Deutschlands damit ausgezeichnet[2]

## Ämter und Mitgliedschaften
- Hamburgischer Richterverein: Ab 1992 stellvertretende Vorsitzende, von 1999 bis 2007 Vorsitzende[2]
- Deutsch-britische Juristenvereinigung: Ab 2002 Vorsitzende[5]
- Deutscher Verein für internationales Seerecht: Bis 2009 Vorsitzende[3]
- Kirchengericht der Nordelbischen Evangelisch-Lutherischen Kirche: Bis 2010 Vorsitzende[3]
- Ombudsfrau der neu gegründeten Ombudsstelle für Sachwerte und Immobilienvermögen e. V.: Seit 2008[3]
- Vorsitzende des Vereins Kultur und Justiz e. V., der in der Hamburger Grundbuchhalle kulturelle Veranstaltungen ausrichtet[6]

## Privatleben
Die Juristin lebt in Hamburg und ist mit dem Gesellschaftsrechtler Karsten Schmidt verheiratet. Die beiden haben zwei Töchter.

## Publikationen (Auswahl)

### Monografien
- Zur Wechselwirkung von Wirtschaftsrecht und Bürgerlichem Recht bei der Konkretisierung von freiheitsbeschränkenden Generalklauseln, dargestellt an Hand der Entwicklung und Dynamik des § 826 BGB und § 26 Abs. 2 GWB. Bonn, Univ., Diss., 1973

### Aufsätze
- Das Schiedsverfahrensrecht soll neu geordnet werden. In: Deutsche Richterzeitung, 1994, Seite 359–360
- Die Autonomie der Justiz und die Unabhängigkeit des Richters in Deutschland. In: Sérgio Sérvulo da Cunha, Wolf Paul (Hrsg.): Bürgerprotest und Autonomie der Justiz in Deutschland und Brasilien. Shaker Verlag, Aachen 2013, ISBN 978-3-8440-1828-8, S. 127–146.